# Deportivo Maipú
Deportivo Maipú ist ein argentinischer Fußballverein aus Maipú in der Provinz Mendoza. Der Verein wird auch Botellero oder Súperdepor genannt.

## Geschichte
Deportivo Maipú wurde offiziell am 16. Dezember 1927 gegründet, obwohl seine Aktivitäten bereits ein Jahr zuvor begonnen hatten. Vorgänger des Klubs waren der Sportivo Maipú (gegründet 1912) und der Pedal Club Maipú, der sich auf Radsport konzentriert hatte. Bis 1933 spielte das Team in der zweiten Liga der Liga Mendocina und schaffte den Aufstieg, nachdem es 15 von 16 Spielen gewonnen hatte. 1936 fusionierte der Klub kurzzeitig mit dem Gutiérrez Sport Club, doch die Verbindung wurde nach einer schlechten Saison wieder aufgelöst. Die ersten Titel wurden in den 1950er Jahren unter Raimundo Orsi gewonnen, wobei die Meisterschaften 1953 und 1958 hervorzuheben sind. 1985, unter der Leitung von José Ramos Delgado, gewann der Verein seine erste Meisterschaft in der B Nacional. 1997, mit Trainer Sergio Scivoletto, gewann er das Campeonato Clasificatorio und erhielt den Spitznamen "Súperdepor". 2003 führte Carlos Cesar Sperdutti das Team zum Titel in der Liga Mendocina. In der Copa Argentina 2017/18 erzielte der Klub einen historischen 3:0-Sieg über die Chacarita Juniors. Im Januar 2021 schaffte Deportivo Maipú nach 29 Jahren den Aufstieg in die Primera Nacional B, indem Deportivo Madryn mit 2:0 besiegt wurde. Auf dem Weg dorthin schaltete Maipú mehrere Teams im Aufstiegs-Playoff aus.

## Stadion
Deportivo Maipú trägt seine Heimspiele im 7500 Zuschauer fassenden Estadio Omar Higinio Sperdutti aus. Das Stadion wurde 1932 eröffnet.

## Erfolge
- Torneo Argentino B: 2007/08